# Костанди, Леонид Васильевич
Леонид Васильевич Коста́нди (20 сентября 1883, Одесса, Российская империя — апрель 1921 Архангельск, РСФСР) — полковник. Деятель Белого движения. Кавалер Георгиевского оружия (1915).

## Биография
Родился в семье мещан Херсонской губернии, обрусевших одесских греков и был сыном работника бельгийского газового завода в Одессе. Дед Костанди был простым рыбаком и утонул в море во время шторма. Дядя, Кириак Константинович, приобрел известность как художник-передвижник (в его честь названа улица в Одессе и установлен памятник). Образование получил в Одесском 6-классном городском училище.
Окончил Одесское военное училище, Николаевскую академию Генерального штаба (1912).
Во время Первой мировой войны был начальником штаба сухопутной обороны морской крепости Петра Великого в чине подполковника. В 1918 был назначен большевистскими властями на службу в штаб Беломорского военного округа в Архангельске.

### Участие в Белом движении
Участвовал в военном заговоре против большевиков. После успеха антисоветского восстания в августе 1918 был активным участником вооружённого белого движения на Севере России. 23 января 1919 был назначен на специально созданную для него должность начальника военного отдела Мурманского района. Уже в феврале 1919 провёл наступательную операцию против красных войск, затем возглавил успешно проведённую мобилизацию на Мурмане (она прошла значительно успешнее, чем в Архангельском районе, где была высока доля уклонившихся от призыва). За боевые заслуги был награждён британским орденом. Создал для подготовки новобранцев учебные команды, позднее запасной батальон, затем развёрнутый в полк. Фактически стал организатором формирования боеспособных белых войск в Мурманском районе.
С 4 июня 1919 — полковник. Был назначен начальником оперативного отделения штаба главнокомандующего белыми войсками на Севере России генерала Евгения Карловича Миллера.

После того, как правительство Великобритании приняло решение об эвакуации своих войск с Севера России, оставив тем самым на произвол судьбы своих союзников из белой армии, полковник Костанди лично направился к британскому генералу Айронсайду. Во время встречи демонстративно вернул ему британский орден, а также передал сопроводительное письмо, в котором, в частности, писал: …считаю ниже достоинства русского гражданина и офицера носить орден страны, представители которой вынуждаются своим правительством изменить данному ими слову и своим союзникам. Айронсайд позднее вспоминал об этой встрече: 

За две минуты он высказал все, что думает о союзниках, снова отдал честь и вышел. Долго я сидел в полном молчании глядя на отвергнутый орден, которым в своё время была отмечена его беспримерная доблесть.

После эвакуации британцев полковник Костанди отличился во время боёв с Красной армией осенью 1919 — не только планировал наступательную операцию, но и лично руководил войсками, успешно штурмовавшими станцию Плесецкая — ключевой пункт фронта красных. Однако этот успех не привёл к решающей победе и смог лишь обеспечить продолжение сопротивления белых войск на Севере.

### Плен и гибель
После поражения армии генерала Миллера в феврале 1920 значительная часть офицерского состава белых войск и сочувствовавшего им гражданского населения были вынуждены эмигрировать из Архангельска. Полковник Костанди принял решение остаться в Архангельске и возглавить оставшиеся там белые части, чтобы защитить мирное население от смуты и хаоса и организовать передачу города Красной армии. Принял на себя командование войсками Архангельского военного округа, лично направился на переговоры с командованием красных войск. За него пытался вступиться комиссар Н. Н. Кузьмин: 
Просил Ревоенсовет Республики, если он не желает его <Костанди> знания использовать широко, дать мне его "наштадивом" <начальником штаба дивизии>. За верность его ручаюсь своей головой.  Человеку, расстрелявшему более четыреста офицеров, можно поверить, когда он ручается за одного.
Тем не менее 14 марта 1920 года Костанди был арестован. Отправлен в Москву, где был помещён в Кожуховский лагерь и расстрелян по постановлению Президиума ВЧК N4-5 от 21 февраля с дополнением от 1 апреля 1921 года в качестве заложника после Кронштадтского восстания 1921 года.
Постановлением Генеральной прокуратуры Российской Федерации от 14 февраля 2001 года реабилитирован.

## Семья
- Жена — Надежда Фёдоровна (урождённая Овчинникова, 6 декабря 1886—?[4]), двое сыновей, которые жили во Франции и в Лисичанске[5].
  - Сын — Георгий (1913—?)[5], его сын Олег Георгиевич Костанди на начало 2000-х гг. проживал в Таллине, где опубликовал дневник деда периода Первой мировой войны.
  - Сын — Кирилл (1917—?)[5], жил до Второй мировой войны в Эстонии, после войны во Франции[6].

## «Полковник Констанди» в романе Валентина Пикуля
В романе Валентина Пикуля «Из тупика» есть персонаж по имени Сергей Петрович Констанди, прототипом которого является Л. В. Костанди. Пикуль приводит ряд характеристик деятельности полковника. Так, о его роли в первоначальных успехах белых войск осенью 1919 Пикуль писал: 

С боем Констанди вступил на станцию Плесецкая, — здесь был завязан стратегический узелок. Полковник генштаба, опытный воин, Констанди бросил своих солдат на захват Онеги; дугой он охватывал Шестую армию, наступая на неё умело, настойчиво, с энергичным жаром и последовательностью.

Определённое место в романе отведено последним дням белого Архангельска и роли полковника в событиях того времени. Так, перед поездкой в расположение красных войск полковник представляет себе, что будет быстро расстрелян, но всё равно едет, несмотря на предупреждения окружающих: — А неужели не поеду? — ответил он. — Как вы смеете думать, что полковник Констанди трус? Поеду… Однако у красных он встречается с чекистом Самокиным, который убеждает его в гуманизме советской власти и убеждает полковника в том, что он не будет подвергнут репрессиям: 

Будете работать. По восстановлению всего, что разрушено за годы войны. Если же вас не устроит жизнь в новой России, можете покинуть её. Насильно держать в стране социализма мы никого не станем…

После этого полковник вернулся в Архангельск, шатаясь от сознания того, что он жив. Не сон ли это?.. И пожалуй, ещё никогда Констанди не исполнял так ретиво приказа — приказа большевиков. О расстреле Костанди и других пленных офицеров в романе ничего не сказано.